# Najboljši štartni položaj
Najboljši štartni položaj (angleško pole position) je v motošportu prvo štartno mesto. Štartni položaj po navadi določajo posebne kvalifikacije, ko dirkači poskušajo doseči čim hitrejši krog, na podlagi česar so nato razporejeni v štartno vrsto, ali pa glede na rezultate prejšnje dirke. Formula 1 je imela v zgodovini več formatov kvalifikacij:
- Od sezon 1996 do  2002: V enournih kvalifikacijah v soboto so dirkači lahko odpeljali po 12 krogov, od katerih je štel najboljši rezultat.

- Od sezon 2003 do  2005 (v sezoni 2005 le po 28. maju): Dirkači so v soboto odpeljali le en hiter krog s količino goriva za dirko .

- Sezona 2005 (6. marec - 22. maj): Dirkači so odpeljali en hiter krog v soboto s praznim rezervoarjem za gorivo in drugega v nedeljo zjutraj s količini goriva za dirko, štel pa je seštevek obeh časov.

- Sezona 2006: Po dveh 15-minutnih delih kvalifikacij odpade obakrat po šest najpočasnejših dirkačev, nato pa se preostalih deset dirkačev v zadnjem delu bori za najboljši štartni položaj s količino goriva za dirko.

## Najboljših pet po št. najboljši štartnih položajev vF1
Do vključno sezone 2006.
- 1. Michael Schumacher 68
- 2. Ayrton Senna 65
- 3. Jim Clark 33
- 3. Alain Prost 33
- 5. Nigel Mansell 32